# Welcome to the Morbid Reich
Welcome to the Morbid Reich è il nono album studio della band death metal polacca Vader, pubblicato nel 2011.

## Tracce
1. Ultima Thule (strumentale) – 0:48 (musica: Krzysztof Oloś)
2. Return to the Morbid Reich – 3:26 (testo: Harry Maat, Piotr Wiwczarek – musica: Piotr Wiwczarek)
3. The Black Eye – 4:12 (testo: Piotr Wiwczarek – musica: Piotr Wiwczarek)
4. Come And See My Sacrifice – 4:44 (testo: Piotr Wiwczarek – musica: Marek Pająk)
5. Only Hell Knows – 2:13 (testo: Piotr Wiwczarek – musica: Piotr Wiwczarek)
6. I Am Who Feasts Upon Your Soul – 4:50 (testo: Piotr Wiwczarek – musica: Marek Pająk)
7. Don't Rip the Beast's Heart Out – 3:58 (testo: Piotr Wiwczarek – musica: Piotr Wiwczarek)
8. I Had A Dream... – 3:02 (testo: Piotr Wiwczarek – musica: Marek Pająk)
9. Lord of Thorns – 2:38 (testo: Harry Maat, Piotr Wiwczarek – musica: Piotr Wiwczarek)
10. Decapitated Saints – 2:41 (testo: Piotr Wiwczarek – musica: Piotr Wiwczarek)
11. They Are Coming... (strumentale) – 1:46 (musica: Marek Pająk)
12. Black Velvet and Skulls of Steel – 3:19 (testo: Piotr Wiwczarek – musica: Piotr Wiwczarek)
13. Troops of Tomorrow (The Exploited cover) – 4:56 (testo: Ian Carnochan – musica: Ian Carnochan)
14. Raping the Earth (Extreme Noise Terror cover) – 1:54 (testo: Dean Jones, Phil Vane – musica: Pete Hurley)

## Formazione
- Piotr "Peter" Wiwczarek - chitarra, basso, voce
- Marek "Spider" Pająk – chitarra
- Krzysztof "Siegmar" Oloś – tastiere (guest)
- Harry Maat – cori (guest)
- Paweł "Paul" Jaroszewicz - batteria

## Classifiche
| Classifica                | Posizione |
| ------------------------- | --------- |
| Polish Album Chart Top 50 | 6         |
| German Top 100 Albums     | 73        |
| Swiss Top 100 Albums      | 94        |